# 渡辺純忠
渡辺 純忠（渡邊 純忠、わたなべ すみただ、1945年（昭和20年）1月4日 - ）は、日本の政治家。山口県山口市長（4期）を務めた。

## 概要
山口県徳地町生まれ。山口県立山口高等学校、長崎大学教育学部卒業。1968年、長崎大を卒業し山口県庁に就職した。山口県では商工労働部、総務部、企画部、教育庁、環境生活部等に勤務し、2001年に山口県水産部長に就任。翌2002年には山口市へ出向し、山口市長・合志栄一の下で山口市助役に起用された。
2005年、市町村合併による新・山口市の発足に伴う山口市長選挙に、山口市・防府市の合併を掲げて立候補。旧・山口市長の合志栄一を破り初当選を果たした。2009年、元徳地町長の伊藤青波らを破り、山口市長に再選。
2013年の山口市長選挙では自民・民主・公明3党の推薦を受け、新人2候補を破り3選した。
2017年の山口市長選挙に4選。なお、各市長選には無所属で立候補しているものの、自民党の党員である。
2021年9月、同年10月の山口市長選挙には立候補せず、任期限りで退任する意向を表明。
2024年（令和6年）春の叙勲で、旭日小綬章受章。

## 年譜
- 1945年（昭和20年） - 山口県徳地町八坂で出生
- 1960年（昭和35年） - 徳地町立八坂中学校卒業
- 1963年（昭和38年） - 山口県立山口高等学校卒業
- 1968年（昭和43年） - 長崎大学教育学部卒業、山口県庁入庁
- 1978年（昭和53年） - 山口県商工労働部通商観光課運輸係長
- 1980年（昭和55年） - 山口県総務部地方課振興係長
- 1983年（昭和58年） - 山口県企画部企画課長補佐
- 1988年（昭和63年） - 山口県企画部企画課主幹
- 1990年（平成2年）  - 山口県教育庁社会教育課長
- 1992年（平成4年）  - 山口県企画部地域振興課長
- 1993年（平成5年）  - 山口県総務部地方課長
- 1995年（平成7年）  - 山口県総務部参事兼地方課長兼国際交流室長
- 1996年（平成8年）  - 山口県総務部参事兼地方課長
- 1997年（平成9年）  - 山口県環境生活部参事兼廃棄物対策室長
- 1998年（平成10年） - 山口県環境生活部環境審議監
- 2000年（平成12年） - 山口県環境生活部次長
- 2001年（平成13年） - 山口県水産部長、山口県栽培漁業公社理事長
- 2002年（平成14年） - 山口市助役（市長は合志栄一）
- 2005年（平成17年） - 山口市長に無所属で立候補し、初当選
- 2009年（平成21年） - 山口市長再選
- 2013年（平成25年） - 山口市長3選
- 2015年（平成27年） - 山口県市長会会長
- 2017年（平成29年） - 中国市長会会長、山口市長4選
- 2018年（平成30年） - スペイン・シンポジウム実行委員会会長
- 2021年（令和3年） - 山口市長退任